# Fårträsket (Sorsele socken, Lappland, 726915-159819)
Fårträsket är en sjö i Sorsele kommun i Lappland och ingår i Umeälvens huvudavrinningsområde. Sjön är 8,1 meter djup, har en yta på 1,39 kvadratkilometer och är belägen 392 meter över havet. Sjön avvattnas av vattendraget Fårträskbäcken. Vid provfiske har abborre, gädda, harr och sik fångats i sjön.

## Delavrinningsområde
Fårträsket ingår i det delavrinningsområde (726747-159898) som SMHI kallar för Utloppet av Fårträsket. Medelhöjden är 446 meter över havet och ytan är 16,09 kvadratkilometer. Det finns inga avrinningsområden uppströms utan avrinningsområdet är högsta punkten. Fårträskbäcken som avvattnar avrinningsområdet har biflödesordning 4, vilket innebär att vattnet flödar genom totalt 4 vattendrag innan det når havet efter 307 kilometer. Avrinningsområdet består mestadels av skog (81 procent). Avrinningsområdet har 1,39 kvadratkilometer vattenytor vilket ger det en sjöprocent på 8,6 procent.